# Talaridris

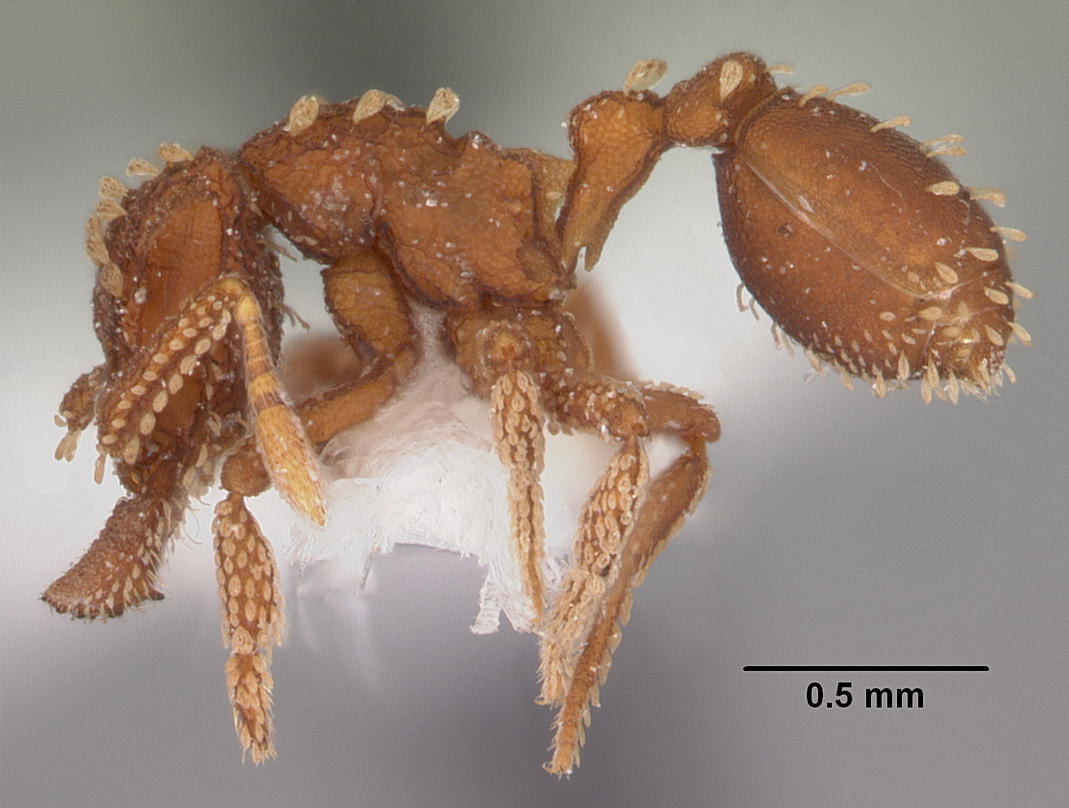
Муравей Talaridris mandibularis

Talaridris (лат.) — род муравьёв трибы Attini из подсемейства мирмицины (ранее в составе Basicerotini). Южная Америка.
Talaridris от др.-греч. τάλᾰρος «плетёнка» и ἴδρις «муравей», то есть «плетёный муравей».

## Описание
Мелкие земляные муравьи коричневого цвета, длина 2—3 мм. Тело покрыто многочисленными волосками разнообразной (булавовидной, чешуевидной) формы. Заднегрудка с проподеальными шипиками. Усики короткие, у самок и рабочих 7-члениковые, булава 2-члениковая. Жвалы рабочих с 12—14 зубцами.  Голени средних и задних ног без апикальных шпор. Стебелёк между грудкой и брюшком состоит из двух сегментов (петиоль + постпетиоль).

## Систематика
Род Talaridris принадлежит к кладе из нескольких близких родов: Basiceros, Octostruma  Forel 1912, Protalaridris Brown, 1980, Rhopalothrix  Mayr, 1870 и Eurhopalothrix. До недавнего времени клада трактовалась как триба Basicerotini, впервые выделенная в 1949 году американским мирмекологом Уильямом Брауном (Brown, 1949). Недавнее молекулярно-генетическое исследование мирмициновых муравьёв (Ward et al. 2015) привело к реклассификации всего подсемейства Myrmicinae, и включению родов этой клады (трибы) в состав трибы Attini, принимаемой в расширенном объёме. При этом все роды этой клады (или бывшей трибы Basicerotini) были выделены в неформальную монофилетическую группу родов «Basiceros genus-group». В составе этой группы род Talaridris рассматривается сестринским в кладе (Basiceros+(Octostruma+(Eurhopalothrix+Talaridris))).

### Список видов
- Talaridris mandibularis Weber, 1941 (иногда этот вид рассматривают в составе рода Rhopalothrix или Basiceros)[7]
  - =Basiceros mandibulare (Weber, 1941)